# Sardi Strugaj
Sardi Strugaj (nacido el 7 de septiembre de 1995) es un cantante albanés y compositor. Es conocido por su participación en Kënga Magjike 2011 al lado del grupo Cyberhand. En 2012, participó en la segunda estación de la versión albanesa de X Factor. En octubre de 2020, el Radioemisor albanés Radio Televizioni Shqiptar (RTSH), lo anunció como uno de los participantes seleccionados para competir en la 59.ª edición de Festivali i Këngës con la canción "Kam me t'ba me kajt", donde alcanzó el segundo lugar.

## Vida y carrera
En 2011, a los 16 años, se integró al grupo Cyberhand en Kënga Magjike, donde llegaron a las semifinales. La canción con la que participaron fue escrita y compuesta por Bojken Lako. En 2012, Sardi Strugaj participó en X Albania de Factor 2. El 30 de julio de 2013, Sardi publicó la canción "Më shikon nga lart". Con esta canción, participó en Netët E Klipit Shqiptar 13 en 2014.
En octubre de 2020, la radioemisora pública albanesa Televizioni Shqiptar (RTSH) anunció que sería uno de los participantes seleccionados para competir en la 59.ª edición del Festivali i Këngës con la canción "Kam me t'ba me kajt".

## Discografía

### Singles

#### Cuando artista de ventaja
| Título                      | Año  | Álbum |
| --------------------------- | ---- | ----- |
| "Më shikon nga lart"        | 2013 | —     |
| "Sa larg"                   | 2013 |       |
| "Tripa me qika"             | 2015 |       |
| "Nuk harroj"                | 2015 |       |
| "Dy ne njo"                 | 2017 |       |
| "Hana" (presentando Killua) | 2019 |       |
| "Pushtet"                   | 2020 |       |
| "Sytë"                      | 2020 |       |
| "Ka me t'ba me kajt"        | 2020 |       |

#### Cuando artista presentado
| Título                                          | Año  | Álbum |
| ----------------------------------------------- | ---- | ----- |
| "E pashë unë djallin" Arnon (Presentando Sardi) | 2019 | —     |